# Lithodes aequispinus
Espèce
Synonymes
- Paralithodes longirostris Navozov-Lavroff, 1929[1]

Lithodes aequispinus, communément appelé Crabe royal doré, est une espèce de crustacés de la famille des Lithodidae. Malgré son nom vernaculaire il ne s'agit pas d'un crabe à proprement parler mais d'une espèce plus proche des bernard l'hermite.

## Taxonomie
L'espèce Lithodes aequispinus a été décrite en 1895 par le biologiste marin américain James Everhard Benedict (d) (1854-1940).

## Morphologie
Lithodes aequispinus est similaire aux autres membres de la famille des Lithodes, comme Lithodes maja, bien que plus petit et plus léger. Il possède une carapace quasi circulaire, en forme de goutte d'eau, ainsi qu'un rostre pointu. Il est de couleur marronâtre ou rougeâtre. De plus, comme chez la plupart des Lithode, la 5e paire de péréiopodes n'est pas utilisée pour la locomotion, mais plutôt pour nettoyer la carapace, les branchies et le transfert de spermatozoïdes. À l'âge adulte, Lithodes aequispinus pèse entre 2,2 et 3,6 kg et mesure environ 10 cm (sans compter les pattes).
De manière générale, on observe que les femelles Lithodes aequispinus sont moins grandes que les mâles et grandissent moins vite, cette différence s'accentuant avec l'âge.

## Reproduction
Lithodes aequispinus présente un rituel nuptial, consistant principalement en des stimulations tactiles et olfactives pour se faire la cour. La période de reproduction de Lithodes aequispinus a lieu à la mi-mai. Les larves de Lithodes aequispinus peuvent également atteindre l'âge adulte sans se nourrir, et devenir des crabes juvéniles, dans une gamme de températures froides correspondant aux eaux de l'habitat de Lithodes aequispinus. Bien que Lithodes aequispinus soit plus petit que les autres crabes royaux, ses œufs sont néanmoins les plus volumineux.
La reproduction de Lithodes aequispinus peut être perturbée par un genre de parasitisme. En effet, des œufs de poissons ont été retrouvés dans certaines branchies de Lithodes aequispinus, pouvant ainsi conduire à la mort de la femelle Lithodes aequispinus lors de l'éclosion de l’œuf et provoquant de fortes difficultés respiratoires à la femelle, plus de 65 % de ses branchies étant occupées par un seul œuf. Ces œufs sont déposés durant l'accouplement des crabes, préférentiellement dans des spécimens venant d'effectuer leur mue. Aucun mâle n'a encore été recensé comme étant victime de ce type de parasitisme. D'autres Lithodes sont victimes de ce parasitisme, Lithodes ferox notamment, certains mâles en étant même victime. Les Lithodes sont généralement choisies pour leur comportement agressif, protégeant ainsi efficacement l’œuf du poisson.  

## Répartition et mode de vie
On trouve principalement des Lithodes aequispinus dans des profondeurs peu élevées (jusqu'à 500 m), sur les fonds rocheux, vaseux ou sableux, voire coralliens. Comme la majorité des décapodes, Lithodes aequispinus est un prédateur, et détritivore à l'occasion.
Cette espèce est principalement située sur les côtes de l'Alaska, dans le nord de l'océan Pacifique, dans la mer de Béring, sur les côtes des îles Fox, d'Unalaska et des îles Aléoutiennes. On en retrouve jusqu'aux côtes japonaises et des îles Shumagin.

## Pêche
Lithodes aequispinus est l'une des trois espèces pêchées à des fins commerciales en Alaska. C'est également le plus petite de ces trois espèces. À la suite de la diminution des effectifs des autres crabes royaux, Lithodes aequispinus intéresse de plus en plus les pêcheurs. Malgré cet intérêt soudain, la population de Lithodes aequispinus semble stable. La saison de la pêche ne dure que quelques mois d'hiver pour cette espèce qui est ensuite vendue dans le monde entier.

## Galerie

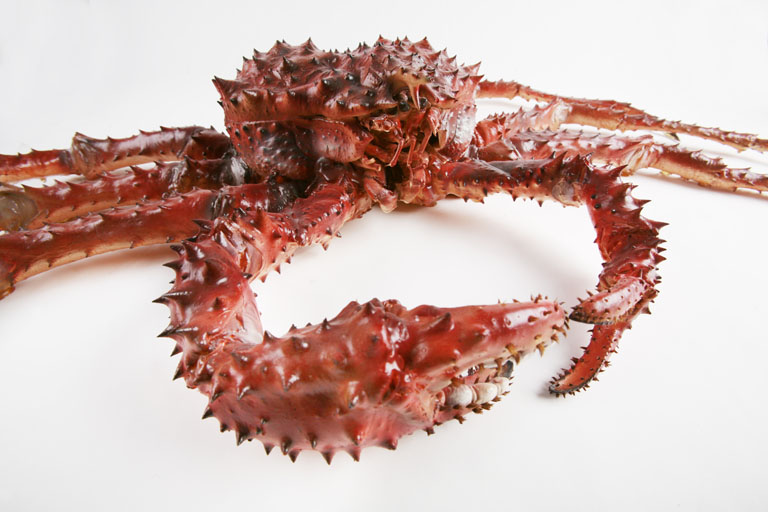
Lithodes aequispinus.
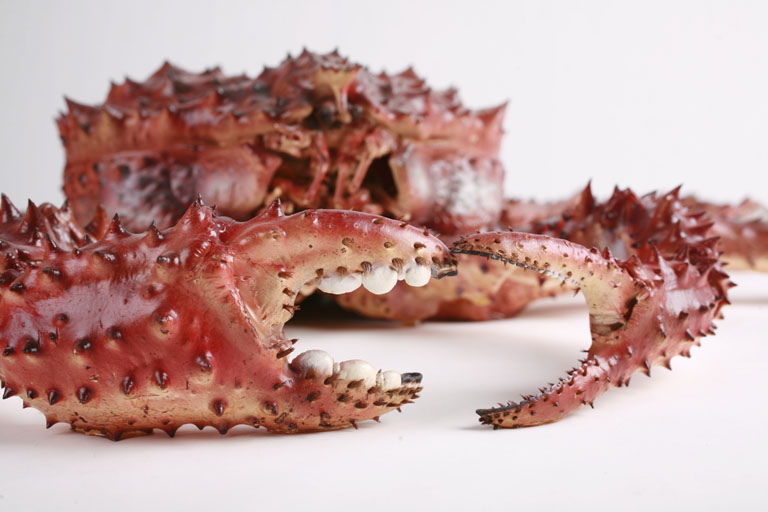
Gros plan de Lithodes aequispinus.